# Presscom
Wydawnictwo Presscom – polskie wydawnictwo działające od 2003 roku. Ma siedzibę we Wrocławiu.

## Opis
Presscom rozpoczął swoją działalność w 2003 roku. Specjalizuje się w publikacjach z zakresu prawa, administracji i zarządzania. Wydaje zarówno książki, jak i czasopisma. Swoją ofertę kieruje w szczególności do instytucji sektora publicznego. Firma prowadzi też szkolenia. Od 2006 roku Presscom jest członkiem Izby Wydawców Prasy.

## Portfolio
Według Ruchu Wydawniczego w Liczbach w 2021 roku, Presscom wydał 7 periodyków, w tym 4 miesięczniki, 2 dwumiesięczniki,1 kwartalnik. 
Presscom wydaje następujące czasopisma fachowe:
- „Kadry i Płace w Administracji”
- „Radca Prawny w Administracji”
- „Finanse Publiczne”
- „IT Professional”
- „IT w Administracji”
- „Przetargi Publiczne”
- „TIK w Edukacji”
- „ABI EXPERT”